# Facultad de Arquitectura de la Universidad Autónoma de Yucatán
La Facultad de Arquitectura de la Universidad Autónoma de Yucatán es una de las 15 facultades de la Universidad Autónoma de Yucatán. Se encuentra ubicada en el Campus de Arquitectura, Hábitat, Arte y Diseño (CAHAD) , localizado frente al Parque de La Mejorada, en un ex convento franciscano.

## Oferta académica

### Licenciaturas
- Arquitectura.[2]
- Artes Visuales.[3]
- Diseño del Hábitat.[4]

### Posgrados

#### Maestrías
- Maestría en Arquitectura.[5]
- Maestría en Diseño Urbano.[6]
- Maestría en Conservación del Patrimonio Arquitectónico.[7]

#### Doctorados
- Doctorado Interinstitucional en Ciencias del Hábitat[8]